# سینموریتس
سینموریتس (به لاتین: Sinemorets) یک منطقهٔ مسکونی در بلغارستان است که در شهرستان تساروفو واقع شده‌است. سینموریتس ۲۷٬۸۰۸ کیلومتر مربع مساحت و ۴۱۰ نفر جمعیت دارد و ۰ متر بالاتر از سطح دریا واقع شده‌است.